# Rommel chiama Cairo
Rommel chiama Cairo è un film tedesco del 1959, basato su fatti realmente accaduti nel corso della seconda guerra mondiale.

## Trama
Egitto, aprile 1942. Per conquistare la fortezza di Tobruk, occupata dalle truppe britanniche, il generale Erwin Rommel deve servirsi di due agenti segreti: il conte ungherese Almásy e il capitano tedesco Eppler. I due, accompagnati da Sandy, operatore radio, e da personale di supporto tecnico, devono attraversare il deserto libico-egiziano e fornire informazioni sulla dislocazione delle basi inglesi e sul numero delle truppe.
Il colonnello Robertson dell'amministrazione militare britannica, di stanza al Semiramis Hotel del Cairo con al fianco la bella Kay Morrison, tenente, riesce a localizzare cinque veicoli tedeschi nel deserto grazie a un aereo da ricognizione ma non riesce a capire il motivo del viaggio di un convoglio di cinque automezzi senza carri armati o altre attrezzature militari. 
Nel frattempo i tedeschi incontrano le prime difficoltà: un masso colpisce il serbatoio dell'acqua di un veicolo e lascia gli uomini assetati. La situazione peggiora quando Almásy, sicuro di trovare acqua in un luogo visitato dodici anni prima, scopre che la fonte è prosciugata, pertanto decide di fare una deviazione verso le montagne dove fortunosamente trova le riserve idriche create dagli inglesi. Arrivati nell'oasi, gli uomini si separano. Eppler e Sandy, muniti di documenti falsi, riescono a penetrare nella città e a stabilire un primo contatto radio con Rommel dal loro nascondiglio nella Pensione Roma. In un club notturno, Eppler ritrova la danzatrice Amina, con la quale aveva avuto una relazione, e passa una notte nella casa galleggiante di lei inducendola a rubare dei documenti che permettono di localizzare le basi militari inglesi. Il giorno dopo si reca dal sarto Sharaoui per farsi confezionare una uniforme inglese in modo da passare inosservato nel quartier generale britannico e carpire altre informazioni, ma intanto il colonnello Robertson riesce a intercettare le comunicazioni radio, che vengono bloccate, e i due radiotelegrafisti che servivano da ponte per le trasmissioni, fatti prigionieri.
Almásy torna da Rommel e, visto il successo della sua missione, viene promosso maggiore. Intanto Eppler, nei panni di un maggiore inglese, riesce a entrare nella sala mappe del quartier generale e a fotografare i piani che servono per attaccare Tobruk. Rommel riesce così a prendere la città e, per la prima volta, tra gli inglesi comincia a diffondersi il panico. Robertson brucia diversi documenti segreti, ma intanto Almásy dà ordine di non ripristinare i contatti radio per evitare possibili tranelli.
Per un disguido, il contatto radio viene riattivato ed Eppler riesce a trasmettere la dislocazione delle forza inglesi, ma nel frattempo i piani sono stati modificati e Robertson, che è riuscito a localizzare la provenienza dei segnali radio, circonda la casa galleggiante dove si nascondono Eppler e Sandy e li cattura. Sandy si toglie la vita con un colpo di pistola, mentre Eppler si lascia prendere: avrà salva la vita grazie a Kay Morrison che, invaghita di lui, lo fa graziare intercedendo presso il primo ministro Churchill.

## Produzione
Le riprese esterne del film furono effettuate al Cairo nella primavera 1958, con il supporto delle autorità egiziane e con la consulenza dell'esperto bellico Fritz Bayerlein, che realmente aveva preso parte alle operazioni militari con Rommel nell'aprile del 1942. 

## Distribuzione
Il film fu presentato in prima mondiale il 19 febbraio 1959 a Stoccarda.